# Massimo Altarelli
Massimo Altarelli (* 12. Februar 1948) ist ein italienischer Physiker und Wissenschaftsmanager in der europäischen Großforschung. Die Schwerpunkte seiner Forschungsarbeit sind die theoretische Festkörperphysik und die Anwendung von Synchrotronstrahlung.

## Werdegang
Nach dem Schulabschluss 1965 studierte Altarelli Physik und wurde 1969 an der Universität Rom promoviert. Nach der Promotion arbeitete er zunächst mit einem Stipendium des Consiglio Nazionale delle Ricerche weiter in Rom. Im Jahr 1971 zog er in die USA, wo er an der University of Rochester eine Postdoktorandenstelle annahm (1971–1973). Anschließend wechselte er an die University of Illinois, wo er bis 1979 blieb und zunächst Research Assistant Professor, dann Assistant Professor und schließlich Associate Professor war.
Im Jahr 1980 verließ Altarelli die USA, nahm eine Stelle am Max-Planck-Institut für Festkörperforschung in Stuttgart an und wurde 1984 C3-Professor.
1987 wurde er wissenschaftlicher Direktor der damals in Planung befindlichen Synchrotronstrahlungsquelle ESRF in Grenoble. In dieser Stellung begleitete er den Bau des Labors und seine Inbetriebnahme bis 1993. Von 1994 bis 1999 war er Leiter der von ihm ins Leben gerufenen Forschungsgruppe für Theoretische Physik bei ESRF und anschließend von 1999 bis 2006 am International Centre for Theoretical Physics in Triest sowie als Chief Executive Officer und wissenschaftlicher Direktor des italienischen Synchrotrons ELETTRA tätig.
2006 kehrte er im Zusammenhang mit den Planungen zum Europäischen Freie-Elektronen-Laser (XFEL) in Hamburg wieder nach Deutschland zurück, wo er zunächst Leading Scientist am Deutschen Elektronen-Synchrotron DESY in Hamburg wurde. 2009 wurde er Managing Director des European XFEL. Im Dezember 2016 ging er in den Ruhestand. Sein Nachfolger wurde der dänische Physiker Robert Feidenhans’l. Mit Stand Januar 2023 ist Altarelli Senior Staff Scientist in der von Ángel Rubio geführten Theorieabteilung am Hamburger Max-Planck-Institut für Struktur und Dynamik der Materie.
Seit 1993 ist Altarelli Fellow der American Physical Society.

## Publikationen (Auswahl)
- Paolo Carra, B. Thole, Massimo Altarelli, Xindong Wang: X-ray circular dichroism and local magnetic fields. In: Physical Review Letters. Band 70, Nr. 5, Februar 1993, ISSN 0031-9007, S. 694, doi:10.1103/PhysRevLett.70.694.
- M. Altarelli: Electronic structure and semiconductor-semimetal transition in InAs-GaSb superlattices. In: Physical Review B. Band 28, Nr. 2, Juli 1983, ISSN 0163-1829, S. 842, doi:10.1103/PhysRevB.28.842.
- M. Altarelli, U. Ekenberg, A. Fasolino: Calculations of hole subbands in semiconductor quantum wells and superlattices. In: Physical Review B. Band 32, Nr. 8, Oktober 1985, ISSN 0163-1829, S. 5138, doi:10.1103/PhysRevB.32.5138.
- J. Maan, G. Belle, A. Fasolino, M. Altarelli, K. Ploog: Magneto-optical determination of exciton binding energy in GaAs-Ga_{1-x}Al_{x}As quantum wells. In: Physical Review B. Band 30, Nr. 4, August 1984, ISSN 0163-1829, S. 2253, doi:10.1103/PhysRevB.30.2253.
- Paolo Carra, Massimo Altarelli: Dichroism in the x-ray absorption spectra of magnetically ordered systems. In: Physical Review Letters. Band 64, Nr. 11, März 1990, ISSN 0031-9007, S. 1286, doi:10.1103/PhysRevLett.64.1286.
- L. Paolasini, C. Vettier, F. de Bergevin, F. Yakhou, D. Mannix, A. Stunault, W. Neubeck, M. Altarelli, M. Fabrizio, P. Metcalf, J. Honig: Orbital Occupancy Order in V2O3: Resonant X-Ray Scattering Results. In: Physical Review Letters. Band 82, Nr. 23, Juni 1999, ISSN 0031-9007, S. 4719, doi:10.1103/PhysRevLett.82.4719.
- Paolo Carra, B. Harmon, B. Thole, M. Altarelli, G. Sawatzky: Magnetic x-ray dichroism in gadolinium metal. In: Physical Review Letters. Band 66, Nr. 19, Mai 1991, ISSN 0031-9007, S. 2495, doi:10.1103/PhysRevLett.66.2495.
- U. Ekenberg, M. Altarelli: Exciton binding energy in a quantum well with inclusion of valence-band coupling and nonparabolicity. In: Physical Review B. Band 35, Nr. 14, Mai 1987, ISSN 0163-1829, S. 7585, doi:10.1103/PhysRevB.35.7585.
- M. Altarelli, Nunzio Lipari: Perturbation-Theory Investigation of the Exciton Ground State of Cubic Semiconductors in a Magnetic Field. In: Physical Review B. Band 7, Nr. 8, April 1973, ISSN 0556-2805, S. 3798, doi:10.1103/PhysRevB.7.3798.
- Paolo Carra, Harald König, B.T. Thole, Massimo Altarelli: Magnetic X-ray dichroism. In: Physica B: Condensed Matter. Band 192, Nr. 1-2, Oktober 1993, ISSN 0921-4526, S. 182, doi:10.1016/0921-4526(93)90119-Q.